# Wolfersdorf (Bawaria)
Wolfersdorf – miejscowość i gmina w Niemczech, w kraju związkowym Bawaria, w rejencji Górna Bawaria, w regionie Monachium, w powiecie Freising, wchodzi w skład wspólnoty administracyjnej Zolling. Leży około 10 km na północny zachód od Freising.

## Dzielnice
Dzielnicami w gminie są: Alsdorf, Badendorf, Berghaselbach, Billingsdorf, Heigenhausen, Jägersdorf, Kaltenberg, Kastenhofen, Oberhaindlfing, Ruhpalzing, Seel, Sörzen, Thonhausen, Unterhaindlfing, Wölfing i Zum Fürst.

## Demografia
Dane o ludności z 31 grudnia 2008:
| Opis                                | Ogółem | Ogółem | Kobiety | Kobiety | Mężczyźni | Mężczyźni |
| ----------------------------------- | ------ | ------ | ------- | ------- | --------- | --------- |
| Jednostka                           | osób   | %      | osób    | %       | osób      | %         |
| Populacja                           | 2373   | 100    | 1195    | 50,36   | 1178      | 49,64     |
| Wiek przedprodukcyjny (0–17 lat)    | 506    | 21,32  | 246     | 10,37   | 260       | 10,96     |
| Wiek produkcyjny (18–65 lat)        | 1573   | 66,29  | 787     | 33,16   | 786       | 33,12     |
| Wiek poprodukcyjny (powyżej 65 lat) | 294    | 12,39  | 162     | 6,83    | 132       | 5,56      |

## Polityka
Wójtem gminy jest Sebastian Mair, rada gminy składa się z osób.
|      | FWG | FWD | FWGBT | Razem |
| 2008 | 8   | 4   | 2     | 14    |
| 2002 | 8   | 4   | 2     | 14    |